# NGC 7231
NGC 7231 é uma galáxia espiral barrada (SBa) localizada na direcção da constelação de Lacerta. Possui uma declinação de +45° 19' 43" e uma ascensão recta de 22 horas, 12 minutos e 30,3 segundos.
A galáxia NGC 7231 foi descoberta em 24 de Outubro de 1786 por William Herschel.